# 麗珍燈魚
麗珍灯鱼（学名：Lampanyctus lepidolychnus）为輻鰭魚綱燈籠魚目灯笼鱼科的其中一種。分布于南半球的亞熱帶海域，為深海魚類，棲息深度可達323公尺，體長可達11.9公分。

## 外部連結
- 麗珍灯鱼的圖片

## 扩展阅读
維基物種上的相關：麗珍灯鱼